# Coll Bayard
El coll Bayard és un port de muntanya dels Alps que s'eleva fins a 1.248 metres. Forma la divisòria d'aigües entre les conques del Durença, pel seu afluent Luye, i l'Isèra, pel seu afluent Drac, ambdós afluents del Roina. Es troba al departament francès dels Alts Alps, i connecta Gap amb La Mure.

## El coll Bayard al ciclisme
El coll Bayard ha estat superat en 26 ocasions pel Tour de França, tres d'elles amb posterioritat al 1947, quan ha estat categoritzat un cop de tercera i dos cops de segona categoria:
| - 1905. Julien Maitron - 1906. René Pottier - 1907. Émile Georget - 1908. André Pottier - 1909. François Faber - 1910. Émile Georget - 1911. François Faber - 1912. Octave Lapize - 1913. Gustave Garrigou - 1914. Henri Pélissier - 1919. Honoré Barthélémy - 1920. Firmin Lambot - 1921. Léon Scieur | - 1928. Antonin Magne - 1929. Joseph Demuysere - 1930. Benoît Faure - 1931. Antonin Magne - 1932. Antonio Pesenti - 1933. Giuseppe Martano - 1934. Antonin Magne - 1935. Gabriel Ruozzi - 1936. Pierre Cloarec - 1937. Otto Weckerling - 1954. Federico Bahamontes - 1991. Pello Ruiz Cabestany - 2015. Joaquim Rodríguez |